# Mobile Suit Gundam SEED
Mobile Suit Gundam SEED (機動戦士ガンダムSEED - Kidō Senshi Gandamu Shīdo) is een Japanse sciencefiction/anime-televisieserie. De serie bestaat uit 50 afleveringen van zo'n 25 minuten en is geregisseerd door Mitsuo Fukuda, die later ook het vervolg Gundam SEED Destiny zou regisseren. De serie is bijzonder door het feit dat zij de eerste van de zogenaamde Alternate Universe series uit de reeks is met een direct vervolg. Daarnaast is de serie bedoeld als een soort introductie tot de reeks voor nieuwere fans, die veel te jong zijn om bekend te zijn met de allereerste klassiekers. Om dit te bereiken zijn veel elementen uit het origineel verwerkt in deze serie, van verhaalelementen en personagetrekjes tot direct overgenomen scènes toe.

## Verhaal
Het verhaal speelt zich af in de toekomst, in het jaar 71 C.E. (Cosmic Era). De mensheid is verdeeld in twee groepen: de genetisch verbeterde Coordinators en de Naturals; onveranderde mensen. De spanningen tussen de twee groepen hebben geleid tot een oorlog tussen Z.A.F.T. (Zodiac Alliance of Freedom Treaty), de organisatie van de Coordinators en de Earth Alliance, waarin vooral Naturals dienen.
De ruimtekolonie Heliopolis is neutraal in dit conflict, maar dat verandert wanneer een Z.A.F.T. -commandogroep de kolonie binnendringt om de hier in het geheim door het Aardse leger gebouwde nieuwe Mecha's veroveren. Zonder veel problemen lukt het hen de machines te stelen. Maar de vrouwelijke officier Murrue Ramius weet met de hulp van de jonge Kira Yamato één machine, de GAT-X105 Strike te behouden. Hierbij komt Kira oog in oog met zijn oude vriend Athrun Zala te staan. Deze steelt de GAT-X303 Aegis, terwijl een grote veldslag tussen soldaten van beide kampen uitbreekt.
Kira noemt zijn mecha GUNDAM, een acroniem voor het besturingssysteem van zijn machine: General Unilateral Neuro-link Dispersive Autonomic Maneuver. Kira raakt in gevecht met Z.A.F.T. -piloot Miguel Aiman, om het Earth Alliance-ruimteschip Archangel de kans te geven op te stijgen. Nadat hij deze op de vlucht heeft gejaagd, vertelt Murrue Ramius dat Kira en zijn vrienden Tolle Koenig, Miriallia Haww, Kuzzey Buskirk en Sai Argyle aan boord van de Archangel moeten komen, omdat zij nu kennis hebben van dit geheime bouwproject van de alliantie. Ook de alliantie-officieren Mu La Fllaga en Natarle Badgiruel komen aan boord. De Archangel kan nog net op tijd vluchten, voordat Heliopolis vernietigd wordt.
Kira leert razendsnel met de Strike-Gundam om te gaan en blijkt een Coordinator te zijn. Zijn vrienden verzekeren dat Kira geen lid van de Z.A.F.T. -rebellen is en hij krijgt het commando over de Strike. Hiermee schiet hij Miguel Aiman uit de lucht en ontdekt hij een reddingscapsule in de overblijfselen van Heliopolis, waarin zich o.a. Fllay Allster bevindt, de dochter een minister van de alliantie. De Archangel maakt zich uit de voeten, op de hielen gezeten door de rebellenvloot van Z.A.F.T. -commandant Raw Le Creuset.
De Archangel vindt bescherming in het Eurussia-fort Artemis, een versterkte ruimtebasis van de alliantie, beschermd door een krachtveld. De rebellen kunnen dit Umbrella -krachtveld niet doorbreken en bedenken een list: de gundampiloot Nicol Amalfi vliegt stiekem met de GAT-X207 Blitz, een mecha met camouflageschild, het fort binnen en weet het schild te vernietigen. De Archangel moet weer vluchten.
Nadat haar ruimteschip Silverwind door de alliantie is opgeblazen, zweeft popzangeres Lacus Clyne in een reddingscapsule door de ruimte. Ze wordt gered door Kira en aan boord van de Archangel gebracht. Lacus blijkt de verloofde van Athrun te zijn. Ondertussen wordt de alliantie-ruimtevloot door de rebellen vernietigd, waarbij Fllay Allster's vader omkomt. Ook de Archangel wordt aangevallen, maar nadat Natarle Badgiruel de rebellen vertelt van Lacus' aanwezigheid aan boord, wordt de aanval afgeblazen.
Later smokkelt Kira Lacus van boord en brengt haar naar Athrun. Deze vraagt Kira over te lopen naar de rebellen, maar Kira weigert omdat hij zijn vrienden niet in de steek wil laten. Fllay besluit dienst te nemen in het alliantieleger, en Tolle, Miriallia, Kuzzey en Sai volgen haar voorbeeld. Bij de Aarde aangekomen volgt een nieuw ruimtegevecht: de rebellen overwinnen de Aardse 8e vloot en het gevecht verplaatst zich naar de woestijn van Noord-Afrika.
Hier wordt de strijd tegen de rebellen vervolgd. Kira ontmoet hier ook Cagalli Yula Athha weer, een meisje dat hij in Heliopolis heeft gered...
De rest van het verhaal is een opeenvolging van situaties waarin Kira steeds meer onder druk komt te staan en enkele moeilijk keuzes moet maken: zijn vrienden en de Archangel, of zijn volk en Z.A.F.T.?

## Personages
Hieronder volgt een tabel met daarin een overzicht van de meest prominent aanwezige en relevante personages, voorzien van hun originele en Engelse stemacteurs.
| Personage          | Stem (Japans)     | Stem (Engels)       |
| ------------------ | ----------------- | ------------------- |
| Kira Yamato        | Soichiro Hoshi    | Matt Hill           |
| Athrun Zala        | Akira Ishida      | Samuel Vincel       |
| Mu La Fllaga       | Takehito Koyasu   | Trevor Devall       |
| Raw Le Creuset     | Toshihiko Seki    | Mark Oliver         |
| Cagalli Yula Athha | Naomi Shindô      | Vanessa Morley      |
| Natarle Badgiruel  | Houko Kuwashima   | Sarah Johns         |
| Dearka Esman       | Akira Sasanuma    | Brad Swaile         |
| Nicol Amalfi       | Mami Matsui       | Gabe Khouth         |
| Yzak Joule         | Tomokazu Seki     | Michael Adamthwaite |
| Tolle Koenig       | Takayuki Inoue    | Richard Cox         |
| Murrue Ramius      | Kotono Mitsuishi  | Lisa Ann Beley      |
| Miriallia Haww     | Megumi Toyoguchi  | Anna Cummer         |
| Kuzzey Buskirk     | Yasuhiro Takato   | Keith Miller        |
| Sai Argyle         | Tetsu Shiratori   | Bill Switzer        |
| Fllay Allster      | Houko Kuwashima   | Tabitha St. Germain |
| Lacus Clyne        | Rie Tanaka        | Chantal Strand      |
| Patrick Zala       | Kinryû Arimoto    | Andrew Kavadas      |
| Muruta Azrael      | Nobuyuki Hiyama   | Andrew Francis      |
| Shani Andras       | Shunichi Miyamoto | Richard Cox         |
| Clotho Buer        | Hiro Yuuki        | Ted Cole            |
| Orga Sabnak        | Joshida Ryohei    | Andrew Toth         |
| Andrew Waltfeld    | Ryotaro Okiayu    | Brian Drummond      |
| Uzumi Nara Athha   | Toru Ohkawa       | John Novak          |

## Mobile Suits
Net zoals in iedere titel uit de Gundam-reeks zijn het ook in Gundam SEED de zogenaamde mobile suits die een centrale plaats innemen op het strijdtoneel van de toekomst. Binnen deze door piloten bestuurde humanoïde gevechtsrobots bestaan ook zogenaamde Gundams, welke een ware klasse apart zijn en op meerdere gebieden de standaard mobile suit voorbijstreven. Opmerkelijk aan deze specifieke serie is dat zij over opvallend veel van deze Gundams beschikt, zeker wanneer dit vergeleken wordt met de aantallen uit eerdere series die zich afspelen in de Universal Century.
Earth Alliance
- GAT-X105 Strike Gundam
- GAT-X303 Aegis Gundam
- GAT-X207 Blitz Gundam
- GAT-X103 Buster Gundam
- GAT-X102 Duel Gundam
- GAT-X131 Calamity Gundam
- GAT-X252 Forbidden Gundam
- GAT-X370 Raider Gundam
- GAT-01 Strike Dagger
- TS-MA2 Mobius

ZAFT
- ZGMF-X10A Freedom Gundam
- ZGMF-X09A Justice Gundam
- ZGMF-X13A Providence Gundam
- ZGMF-1017 GINN
- AMF-101 CGUE
- ZGMF-600 GuAIZ
- TMF/A-802 BuCUE
- TMF/A-803 LaGOWE
- UMF-4A GOOhN
- UMF-5 ZnO

Orb
- MBF-M1 Astray

## Afleveringen
Wat volgt is een lijst met de Nederlandse titels van de vijftig afleveringen uit de serie, zoals zij verschenen zijn op de Nederlandse dvd-uitgave.
1. Bedrieglijke vrede
2. Zijn naam is Gundam
3. Het gebroken land
4. Silent run
5. Phase Shift down
6. De onzichtbare Gundam
7. Een litteken in de ruimte
8. De zingende princes
9. Stervende lichten
10. Scheidende wegen
11. Het ontwakende zwaard
12. Fllay’s keuze
13. Een regen van vallende sterren
14. In de eindeloze tijd
15. Elks zijn eenzaamheid
16. Vurige zandstorm
17. De terugkeer van Cagalli
18. Oog om oog...
19. In de klauwen van de vijand
20. Een vredige dag
21. Het einde van de zandstorm
22. De zee kleurt rood
23. Een voorbeschikte ontmoeting
24. Oorlog voor twee
25. Naar het land van de vrede
26. Moment
27. Eindeloos Rondo
28. Kira
29. De wig van het lot
30. Flitsende zwaarden
31. De hemel van de rouw
32. Het beloofde land
33. De duisternis groeit
34. Voorbij het zichtbare
35. Het neerdalende zwaard
36. In naam der gerechtigheid
37. Goddelijke donder
38. Het geschut van de vastberadenheid
39. Athrun
40. Naar de ochtendzon
41. De wereld davert
42. Lacus valt aan
43. Wat in de weg staat
44. Een spiraal van ontmoetingen
45. De deur gaat open
46. Daar waar de ziel is
47. De herboren nachtmerrie
48. De dag van razernij
49. Het licht van het einde
50. Naar een grenzeloze toekomst

## Film
Een Mobile Suit Gundam SEED-film werd aangekondigd op 6 mei 2006 op het Sony Music Anime Fes' 06. Het script voor de film is ook al geschreven, maar de productie is nog niet begonnen. Als de film er komt voor 2010, dan is het de eerste bioscoopfilm in het Gundam-franchise sinds Mobile Suit Gundam F91 (1991).

## Nederlandse Beschikbaarheid
Als enige serie uit de gehele reeks is Gundam SEED volledig in Nederland op dvd verschenen. De serie is op tien dvd's uitgegeven door het Belgische Nekotachi Entertainment en is zonder verzamelbox verschenen. Omdat de verkoopcijfers niet het succes waren waarop gehoopt werd, is besloten het latere vervolg niet in Nederland op dvd uit te brengen. Als gevolg hiervan is Gundam SEED Destiny dus niet op officiële wijze in Nederland op dvd verkrijgbaar.